# Marko Strahija
Marko Strahija (Zagreb, Yugoslavia, 28 de mayo de 1978) es un deportista croata que compitió en natación, especialista en el estilo espalda.
Ganó una medalla de plata en el Campeonato Mundial de Natación en Piscina Corta de 2002 y una medalla de bronce en el Campeonato Europeo de Natación, ambas en la prueba de 200 m espalda.

## Palmarés internacional
| Campeonato Mundial en Piscina Corta | Campeonato Mundial en Piscina Corta | Campeonato Mundial en Piscina Corta | Campeonato Mundial en Piscina Corta |
| Año                                 | Lugar                               | Medalla                             | Prueba                              |
| ----------------------------------- | ----------------------------------- | ----------------------------------- | ----------------------------------- |
| 2002                                | Moscú (Rusia)                       | Medalla de plata                    | 200 m espalda                       |
| Campeonato Europeo                  |                                     |                                     |                                     |
| Año                                 | Lugar                               | Medalla                             | Prueba                              |
| 2002                                | Berlín (Alemania)                   | Medalla de bronce                   | 200 m espalda                       |